# District de Chavuma
Le district de Chavuma est un district de Zambie, situé dans la Province Nord-Occidentale. Sa capitale se situe à Chavuma. Selon le recensement zambien de 2000, le district a une population de 29 941 personnes.